# La playita
La Playita es una serie de televisión colombiana producida por RCN Televisión en 2014. Está protagonizada por Carlos Camacho y Laura de León y con las participaciones antagónicas de Beto Villa Jr, Viña Machado, Gill González, Pepe Sánchez, Diego Sarmiento y  Karoll Márquez

## Sinopsis
“La Playita” no queda a la orilla del mar Caribe, pero está llena de costeños: “La Playita” es un mini Centro Comercial que queda en la lejana y fría “nevera”, en Bogotá: La capital, trepada sobre las montañas a más de 2000 kilómetros del litoral Caribe; como diría cualquier costeño: “cule e lejos y cule frio”.
A ese lejanísimo lugar llegó la auténtica colonia costeña y alegremente lo convirtió en su nuevo hogar. La Playita es una comedia llena de contrastes, que muestra dos formas de concebir, sentir y enfrentar la vida. Costeños contra cachacos, bajo la perspectiva caribeña de los protagonistas.

## Reparto

### Principal
| Artista            | Personaje                                 | Observación                                                                          |
| ------------------ | ----------------------------------------- | ------------------------------------------------------------------------------------ |
| Carlos Camacho     | Juan Andrés Rodríguez                     | Gerente del Centro Comercial                                                         |
| Laura de León      | Soledad de los Ángeles Martínez           | Empleada del Centro de Envíos                                                        |
| Beto Villa Jr      | Amaury Enrique Martelo                    | Abogado y Dueño del restaurante Pa' Comé                                             |
| Freddy Flórez      | Carmelo Martelo                           | Asistente de servicios generales y primo de Amaury                                   |
| Aída Bossa         | Margarita del Carmén Socarrás Rosado      | Dueña de la tienda de ropa Caribe Fashion y hermana de Alexis                        |
| Santiago Rodríguez | Sebastián Zorrilla                        | Mejor amigo de Juan Andres y jefe del Centro de Envíos                               |
| Santiago Rodríguez | Calixto Eugenio López                     | 1 EP (Crossover con El Man es Germán)                                                |
| Alberto Valdiri    | Jorge Eliecer Rocha Linares "Señor Rocha" | Gerente del Ciber Café                                                               |
| Aco Pérez          | Alexis Socarrás Rosado                    | Peluquero y hermano de Margarita                                                     |
| Viña Machado       | Marysol Barguill                          | Reemplazo de Sebastián en el Centro de Envíos. Se incorpora en la mitad del programa |

### Secundario
Orden alfabético
| Artista         | Rol                              | Ocupación                              |
| --------------- | -------------------------------- | -------------------------------------- |
| Diego Sarmiento | Ernesto de Jesus "Tico" Martínez | Hermano de Soledad                     |
| Gaby Garrido    | Manuela Maxwell                  | Empresaria                             |
| Genoveva Caro   | Tatiana                          | Novia de Sebastián                     |
| Karoll Márquez  | Joselo Polo                      | Ex prometido de Soledad                |
| Mile Vergara    | Narly Vda. de Martínez           | Mamá de Soledad y Tico                 |
| Juan Castillo   | Pepe                             | Primer empleado del señor Rocha        |
| Raúl Ocampo     | Milton                           | Empleado de Amaury                     |
| Pepe Sánchez    | Don Pedro López                  | Papá de Marialú, novia de Juan Andrés. |

### Actuaciones especiales
| Artista                   | Personaje                  | Rol                                         | Nota                               |
| ------------------------- | -------------------------- | ------------------------------------------- | ---------------------------------- |
| Alexandra Serrano         | Yazmín                     | Manicurista de Alexis por ratos             |                                    |
| Andrés Ruiz               | Ovidio Olarte              | Diseñador de modas                          |                                    |
| Carlos Serrato            |                            | Científico dueño de un ratón de laboratorio |                                    |
| Carolina Sabino           | Lina                       | Esposa por conveniencia de Don Jacinto      |                                    |
| Catherine Mira            | Maritza                    | Affaire de Sebastián                        |                                    |
| Consuelo Luzardo          | Angelina Vda. de Rodríguez | Abuela de Juan Andrés                       |                                    |
| Diego Camacho             | Don David                  | Prestamista turco                           |                                    |
| Fernando Corredor         | Simón Defex                | Maestro en artes                            |                                    |
| Gill González             | Marialú                    | Novia de Juan Andrés                        | Aparecía de espaldas y sólo la voz |
| Hermes Camelo             |                            | Funcionario de la DIAN                      |                                    |
| Jaime Barbini             | Don Marcos                 | Arrendatario de local y ladrón              |                                    |
| Juan Carlos Messier       | Elmer                      | Prometido de Margarita                      |                                    |
| Juan Carlos Pérez Almanza |                            | Escolta de Don Tirso                        |                                    |
| María Cristina Gálvez     | Marlén                     | Esposa de Don Tirso                         |                                    |
| María Cristina Montoya    | Carmencita                 | Esposa de Rocha                             | Sólo aparece en flashback          |
| Mauricio Figueroa         | Don Tirso                  | Jugador de Póquer                           |                                    |
| Maurho Jiménez            | Salcedo                    | Locutor de la emisora                       |                                    |
| Óscar Salazar             | Pablo Caminos              | Galerista de arte                           |                                    |
| Rafael Zequeira           | Jacinto Socarrás Epiayu    | Tío de Alexis y Margarita                   |                                    |
| Rafael Zequeira           | Nimia Socarrás Epiayu      | Hermana gemela del Tío Jacinto              |                                    |
| Rodrigo Castro            |                            | Presentador desfile de modas                |                                    |
| Susana Rojas              | Liliana                    | Segunda empleada del señor Rocha            |                                    |

### Invitados Especiales
Celebridades o personajes de la farándula que actuaron como ellos mismos
| Artista            | Ocupación               | País     |
| ------------------ | ----------------------- | -------- |
| Beto Villa         | Cantante vallenato      | Colombia |
| Iván Darío Charria | Productor de televisión | Colombia |
| Jorge Celedón      | Cantante vallenato      | Colombia |
| Sara Uribe         | Modelo y presentadora   | Colombia |

## Ficha técnica
- La Playita
- Creador: Juan Manuel Cáceres Niño
- Creador Asociado: Héctor Alejandro Moncada Valenzuela
- Directora: Consuelo González  Cuéllar
- Director asistente: Carlos Alberto "Beto" Ramírez
- Música original: Juan Gabriel Turbay
- Director de arte: German Losada
- Director de fotografía: Jorge Basto
- Directora de posproducción: Silvia Ayala
- Diseño de maquillaje: Clara Inés Cubillos
- Diseño de vestuario: Marcia Vargas
- Diseño escenografía: Liliana Cortés, Carolina Gómez Montes
- Producción ejecutiva: Miriam Gómez Ariza
- Libretos y producción general: Juan Manuel Caceres Niño, Héctor Alejandro Moncada Valenzuela
- Jefe de producción: Cesar Rincón
- Director de casting: Jorge Avendaño
- Musicalización: Natalia Rodríguez, Javier Gordillo
- Edición Avid: Luis Fernando Fernando Giraldo
- Asistentes de dirección: Claudia Bernal M., Juliana Zapata
- Asistente de libretos: Andrea Bejarano
- Script: Ángela González
- Productor logístco: Juan Pablo Camacho
- Jefe de ambientación: Leandro Orjuela
- Jefe de vestuario: Mayolis Quiroz
- Jefe de maquillaje: Amalia García
- Jefe de montajes: Carlos Rodríguez
- Asistente de producción: Javier Castiblanco
- Utilero: Andrés Camilo Pinzon
- Asistente de vestuario: Yineth Tovar
- Asistente de vestuario: Bibiana Morales
- Asistente de maquillaje: Jose Rodolfo Parra
- Asistente de maquillaje: Aida Pájaro
- Asistente de ambientación: Jenny Johana Gil
- Asistente de ambientación: Fernando Tocancipa
- Asistente de bodega: Javier Galindo
- Practicante: Oscar Sierra
- Servicios generales: Alba Clavijo la criada

## Premios y nominaciones

### TV y Novelas 2015
| Categoría                              | Nominado                                                | Resultado |
| -------------------------------------- | ------------------------------------------------------- | --------- |
| Mejor Serie                            |                                                         | Nominado  |
| Mejor actriz protagónica de serie      | Laura de León                                           | Nominada  |
| Mejor actor antagónico de serie        | Freddy Flórez                                           | Nominado  |
| Mejor actriz de reparto de serie       | Aída Bossa                                              | Nominada  |
| Mejor actor de reparto de serie        | Aco Pérez                                               | Nominado  |
| Mejor tema musical                     | "Mi mundo al revés" Juan Gabriel Turbay                 | Nominado  |
| Mejor libretista de telenovela o serie | Juan Manuel Cáceres Héctor Alejandro Moncada Valenzuela | Nominados |